# Carl Mauritz Turetschek
Carl Mauritz Turetschek, též Karl Moriz Turetschek, byl rakouský podnikatel a politik německé národnosti z Moravy; poslanec Moravského zemského sněmu.

## Biografie
V 19. století se uvádí Carl Turetschek jako brněnský podnikatel. V Brně působil již předtím i Paul Turetschek, narozený na předměstí Cejl, který roku 1802 získal zemské tovární oprávnění a zřídil vlnařskou manufakturu.
V 60. letech se zapojil i do vysoké politiky. V doplňovacích zemských volbách 4. dubna 1867 byl zvolen na Moravský zemský sněm, za kurii obchodních a živnostenských komor, obvod Brno. Mandát zde obhájil i v řádných zemských volbách 1870, zemských volbách v září 1871 a zemských volbách v prosinci 1871. V roce 1871 se uvádí jako ústavověrný kandidát (tzv. Ústavní strana, liberálně a centralisticky orientovaná). Na mandát rezignoval v březnu 1876.
Jistý Karel Turetschek, který byl generálním jednatelem c. k. pojišťovací společnosti Dunaj, zemřel 24. září 1889 v Brně.